# 폴리아마이드

폴리아마이드(영어: polyamide, PA)는 아마이드 결합인 -CONH-로 연결된 중합체의 총칭이다. 폴리아미드라고도 한다. 다이아민과 2가산의 축합 중합으로 얻을 수 있다.
구성원으로는 지방족 폴리아마이드, 방향족 폴리아마이드, 지방족 고리 폴리아마이드로 분류된다. 기모의 원단(운동복, 레깅스, 타이츠 등)을 만들때 쓰이며 이와 비슷한 재질이자 스타킹의 대표적인 원료인 나일론도 역시 폴리아마이드에 해당된다.

## 같이 보기
- 나일론